# 나가쓰카사 다카유키
나가쓰카사 다카유키(일본어: 中務 貴幸 1990년 4월 26일~)는 일본의 남성 성우이다.